# Ащилы
Ащилы (каз. Ашулы) — упраздненное село в Сандыктауском районе Акмолинской области Казахстана. Входил в состав Хлебного сельского округа. Код КАТО — 116457105.

## География
Село располагалось в юго-западной части района, в 66 км на юго-запад от центра района села Балкашино.

## История
В 2009 г. переведено в категорию иных поселений, включено в состав села Хлебное.

## Население
В 1989 году население села составляло 183 человек (из них казахов 49%, русских 35%).
В 1999 году население села составляло 76 человек (40 мужчин и 36 женщин). По данным переписи 2009 года, в селе проживало 17 человек (10 мужчин и 7 женщин).
| Численность населения | Численность населения | Численность населения |
| 1989                  | 1999                  | 2009                  |
| --------------------- | --------------------- | --------------------- |
| 183                   | ↘76                   | ↘17                   |